# هوانگ گویگو
هوانگ گویگو (انگلیسی: Huang Guigu; تاریخ ورودی نامعتبر است – تاریخ ورودی نامعتبر است) پرسنل نظامی بود.
اوایل قرن ۳ قبل از میلاد، هوانگ گویگو به عنوان یک مقام نظامی تحت نظر چین شی هوانگ عمل می‌کرد. او کارزارهای نظامی علیه مردم شمال چین را رهبری می‌کرد.